# Anton Wilhelm von Zuccalmaglio
Anton Wilhelm von Zuccalmaglio, né le 12 avril 1803 à Waldbröl et mort le 23 mars 1869 à Nachrodt-Wiblingwerde, est un chercheur universitaire en musique, critique et poète allemand d'origine italienne et néerlandaise.

## Biographie
Il fait ses études à Milheim am Rhein et au Gymnase carmélite de Cologne. Après trois ans de service militaire, il entre en 1826 à l'université de Heidelberg pour y étudier l'instruction civique et le droit. Il y rejoint un cercle autour de Thibaut qui s'intéresse à la musique d'église ancienne et à la préservation des répertoires de chants populaires, et fonde avec des amis un club d'étudiants littéraires. Il s'intéresse également à cette époque à la langue allemande et à ses dialectes, à la mythologie, à l'archéologie, à l'histoire, à l'astronomie et aux sciences naturelles.
En 1829, il publie avec E. Baumstark son premier recueil de chansons populaires, Bardale, et la même année, il cesse ses études pour des raisons financières. Après avoir vécu à Cologne, Mülheim et Bouzonville, il devient précepteur du fils unique du prince Gorchakov de Varsovie en 1833. À Varsovie, il rencontre Ernemann, Elsner, Vieuxtemps et Henselt et écrit pour des périodiques, dont le Neue Zeitschrift für Musik de Schumann. Le Persan Mirza Muharem l'intéresse à la poésie orientale et lui fait rencontrer des mercenaires orientaux de l'armée russe, dont il transcrit les chansons. Il reçoit des doctorats honorifiques des universités de Dorpat et de Moscou et le titre de professeur Regius du tsar.
De retour en Allemagne en 1840, il publie le deuxième volume de ses Deutsche Volkslieder mit ihren Original- Weisen, qu'il avait commencé avec A. Kretzschmer en 1838. Il travaille à Schlebusch jusqu'en 1847, puis à Francfort-sur-le-Main, Fribourg, Oberlahnstein, Elberfeld, Wehringhausen et enfin à Nachrodt. Un remaniement et un élargissement du grand recueil de chants populaires es achevé en 1856 mais n'est jamais  publié. Zuccalmaglio est un polymathe, ses principales contributions dans le domaine musical sont ses articles pour la Neue Zeitschrift fiir Musik et, plus important, ses éditions de chansons populaires. Ces dernières sont controversées, et Zuccalmaglio est accusé d'avoir composé de nombreuses chansons. Wiora a montré qu'il ne l'avait pas fait, mais qu'il avait apporté à ces chansons des modifications qu'il a appelées « coloration romantique » ; ces modifications peuvent être considérées comme des extensions des processus normaux d'évolution des chansons populaires. La revitalisation de la chanson populaire en Allemagne par Zuccalmaglio a été d'une grande importance et ses éditions ont joué un rôle significatif dans le travail de Brahms en tant qu'arrangeur de chansons populaires.